# قبلني في الظلام (فلم)
قبلني في الظلام هو فيلم رومانسي مصري تم إنتاجه عام 1959 من إخراج محمد عبد الجواد.

## حبكة
يتزوج عزيز (محمد الدفراوي) من لولا، (هند رستم) البنت الإرستقراطية، وسرعان ما يدب الخلاف بينهما وينتهى بالطلاق، يفقد عبد الحميد (حسن فايق) والد لولا حافظة نقوده التي تحتوى على أموال بجانب مجموعة من الاوراق المهمة، يعثر حسين (شكري سرحان) على حافظة عبد الحميد، إلا أن حسين يذهب لعبد الحميد ويعيد له حافظته دون نقصان لأمانة حسين رغم فقره، يرفض النقود التي يعرضها عليه عبد الحميد، فلا يجد إلا أن يلحقه للعمل بدائرتهن تبدأ لولا في التودد إليه بغرض ان تنسى حياتها مع عزيز، تطلب منه أن يعمل موظفا لديها كى يمنعها من العودة إلى زوجها، ثم تتراجع عن موقفها لكن حسين يحافظ على عهده، يلاحظ عبد الحميد أمانة حسين في عمله وإخلاصه فيه، يأتى العم من القرية ومعه وصية والد لولا، تقر لولا أن تنصرف على أساس أن حسين زوجها. وتشعر بالغيرة عندما يتقرب من ابنة عمها، ومع الوقت تتأكد لولا من صدق مشاعرها وحبها لحسين، الذي يوافق والدها عبد الحميد على زواجها منه.

## طاقم العمل
- هند رستم في دور لولا
- شكري سرحان في دور حسين
- حسن فايق:والد لولا
- عبد العليم خطاب
- ليلى طاهر
- محمد الدفراوي في دور عزيز
- خيرية أحمد
- عبد السلام محمد

## المصدر
- لعبة الحب والفرصة

1. ↑  قبلني في الظلام (فلم) في قاعدة بيانات الأفلام العربية